# Gastrodia agnicellus
Gastrodia agnicellus este o specie de orhidee din genul Gastrodia, întâlnită în Madagascar și descrisă în Curtis's Botanical Magazine de Johan Hermans în anul 2020. Aceasta a fost numită „cea mai urâtă orhidee din lume”, cu „flori maro, cărnoase și grotești”.
Numele speciei se referă la stratul lânos de pe rizom, petalele de forma unor urechi și face aluzie la numele artistului care a dat desenat noua specie. Agnicellus înseamnă „miel” sau „mielușel”, în engleză „lamb” sau „lambkin”. Pentru munca sa în ilustrarea acestei specii, Deborah Lambkin a câștigat Premiul Margaret Flockton 2020, un premiu anual acordat „pentru excelență în ilustrarea științifică botanică” de către Royal Botanic Garden, Sydney.